# Carphodactylidae
Carphodactylidae е семейство влечуги от разред Люспести (Squamata).
Включва 7 рода с 32 вида геконообразни гущери, разпространени само в Австралия и близко родствени с безкраките змийски гущери (Pygopodidae).

## Родове
Семейство Carphodactylidae
- Carphodactylus
- Nephrurus – Бъбрекоопашати гекони
- Orraya
- Phyllurus
- Saltuarius
- Underwoodisaurus
- Uvidicolus